# Imre Schlosser
Imre Schlosser (ur. 11 października 1889 w Budapeszcie jako Imre Lakatos, zm. 18 lipca 1959 tamże) – węgierski piłkarz, który występował na pozycji napastnika oraz trener.
Grał w klubach Ferencvárosi TC i MTK Hungária Budapeszt. W lidze węgierskiej w 303 meczach strzelił 411 bramek, co do dziś stanowi jej rekord. W sezonie 1925/1926 występował w barwach Wiener AC, po czym powrocił do Ferencvárosi TC. Po odejściu z klubu, następny sezon rozegrał w 33 FC, strzelając jednego gola w 9 meczach. W 33 FC zakończył karierę.
W reprezentacji Węgier zadebiutował 7 października 1906 w wieku 17 lat i 256 dni, w zremisowanym 4:4 meczu z reprezentacją Czech. Przez ponad 20 lat reprezentacyjnej kariery w 68 meczach strzelił 59 bramek, co daje średnią 0,87 gola na mecz. Był pierwszym piłkarzem w historii, który zdobył 50 goli dla reprezentacji.
Pracował również jako trener, między innymi w Wiśle Kraków w latach 1924–1925.
Pod koniec lat 1930. zmienił nazwisko na Solymosi.

## Sukcesy

### Ferencvárosi TC
- Mistrzostwo Węgier: 1906/1907, 1908/1909, 1909/1910, 1910/1911, 1911/1912, 1912/1913, 1926/1927
- Puchar Węgier: 1912/1913, 1926/1927
- Challenge Cup: 1908/1909

### MTK
- Mistrzostwo Węgier: 1916/1917, 1917/1918, 1918/1919, 1919/1920, 1920/1921, 1921/1922

### Indywidualne
- Król strzelców Nemzeti Bajnokság I: 1908/1909 (30 goli), 1909/1910 (18 goli), 1910/1911 (38 goli), 1911/1912 (34 gole), 1912/1913 (33 gole), 1913/1914 (21 goli), 1916/1917 (38 goli)